# Ісса Траоре
Ісса Траоре (фр. Issa Traoré; нар. 9 вересня 1979, Бамако, Малі) — малійський футболіст, півзахисник та нападник.

## Клубна кар'єра
Отримав прізвисько Джесс, розпочинав свою кар'єру в клубах «Реал» (Бамако) та «Джоліба» в Малі, після чого переїхав до Європи, де захищав кольори єреванського «Пюніка». Після цього виступав у чемпіонаті Ірану за клуби «Персеполіс» та ПАС. Під час виступів у ПАСі зазнав важкої травми правого коліна, через що пропустив значну кількість матчів у футболці клубу. Після декількох невдалих сезонів в Іранській Про-лізі перейшов до складу «Кабілії» з Алжирського чемпіонату. У 2007 році повернувся до Ірану та підписав контракт зі «Сайпою». З 2009 по 2011 роки захищав кольори клубів «Рах Ахан» та «Санат Нафт». Завершив кар'єру гравця в складі клубу «Барг» (Шираз).

## Кар'єра в збірній
Викликався до складу національної збірної Малі, у футболці якої зіграв 14 матчів та відзначився 4-ма голами.

## Статистика виступів

### Клубна статистика
Станом на 4 листопада 2011 року
| Клубні виступи    | Клубні виступи    | Клубні виступи        | Ліга  | Ліга | Кубок       | Кубок       | Континентальний | Континентальний | Загалом | Загалом |
| Сезон             | Клуб              | Ліга                  | Матчі | Голи | Матчі       | Голи        | Матчі           | Голи            | Матчі   | Голи    |
| Іран              | Іран              | Іран                  | Ліга  | Ліга | кубок Ірану | кубок Ірану | Азія            | Азія            | Загалом | Загалом |
| ----------------- | ----------------- | --------------------- | ----- | ---- | ----------- | ----------- | --------------- | --------------- | ------- | ------- |
| 2003–04           | «Персеполіс»      | Кубок Перської затоки | 20    | 3    |             |             | -               | -               |         |         |
| 2004–05           | ПАС               | Кубок Перської затоки | 25    | 3    |             |             |                 | 3               |         |         |
| 2005–06           | ПАС               | Кубок Перської затоки | 13    | 2    |             |             | -               | -               |         |         |
| 2006–07           | ПАС               | Кубок Перської затоки | 12    | 0    |             |             | -               | -               |         |         |
| 2007–08           | «Сайпа»           | Кубок Перської затоки | 13    | 2    |             |             | 7               | 2               |         |         |
| 2008–09           | «Сайпа»           | Кубок Перської затоки | 29    | 10   | 1           | 0           | -               | -               | 30      | 10      |
| 2009–10           | «Рах Ахан»        | Кубок Перської затоки | 26    | 3    | 0           | 0           | -               | -               | 26      | 3       |
| 2010–11           | «Санат Нафт»      | Кубок Перської затоки | 14    | 0    | 0           | 0           | -               | -               | 14      | 0       |
| 2011–12           | «Барг» (Шираз)    | Ліга Азадеган         | 18    | 0    |             |             | -               | -               |         |         |
| Загалом           | Іран              | Іран                  | 169   | 23   |             |             |                 | 5               |         |         |
| Усього за кар'єру | Усього за кар'єру | Усього за кар'єру     | 169   | 23   |             |             |                 | 5               |         |         |

- Гольові передачі

| Сезон   | Команда      | Асисти |
| ------- | ------------ | ------ |
| 2005–06 | ПАС          | 1      |
| 2007–08 | «Сайпа»      | 1      |
| 2008–09 | «Сайпа»      | 1      |
| 2009–10 | «Рах Ахан»   | 1      |
| 2010–11 | «Санат Нафт» | 1      |